# Республика Альба (1944)
Республика Альба (итал. Repubblica di Alba) — непризнанное государство, которое просуществовало с 10 октября по 2 ноября 1944 года в Альбе, как местное сопротивление против итальянского фашизма во время Второй мировой войны, входившего в состав так называемых итальянских партизанских республик, первая из которых была республикой Корниоло. Республика Альба была названа в честь одноимённой наполеоновской республики, существовавшей в 1796 году в Пьемонте.

## Оккупация Альбы
10 октября 1944 года около 2000 партизан практически безкровно заняли город, так как фашистские контингенты под командованием Ипполито Радаэлли оставили город после переговоров с партизанами при посредничестве епископской курии. Партизаны были в основном из дивизий Альпини под командованием Энрико Мартини. В предыдущие недели город подвергался небольшим, но изнурительным и непрерывными партизанским атакам, особенно в пригородах в направлении контрольно-пропускных пунктов и наиболее уязвимых казарм. В итоге гарнизонные власти были убеждены в необходимости оставить город.
Фашистский гарнизон покинул Альбу 10 октября упорядоченной колонной, направляясь на север и не бросая оружия, преследуемый лишь несколькими редкими миномётными обстрелами. Гарибальдийские бригады не были предупреждены о действиях автономных формирований, они решительно выступали против них по тактическим соображениям, считая этот шаг преждевременным, учитывая ограниченные возможности обороны Альбы в случае наступательного возвращения противника, и полагая серьёзной ошибкой позволить фашистам оставить гарнизон со всем их оружием и снаряжением, в то время у них как была возможность взять 300 альпийских пленных и важное вооружение.

## Партизанское правительство
Командование городом принял на себя лейтенант Карлетто Морелли, а гражданское управление продолжалось под руководством избранных местных чиновников. Партизаны контролировали всю набережную Танаро на севере, вплоть до моста в Полленцо, который контролировался немцами, которые базировались в бывшей савойской резиденции охотничьего домика Полленцо, с подразделением СС под командованием подполковника Вессера.

## Фашистская контратака
Фашистские войска собрались в Бра и Полленцо, получив подкрепление из Турина. 24 октября была предпринята первая попытка переправы через Танаро, но нападавшие были отбиты. Потери составили 11 убитых, включая полковника, возглавлявшего колонну. В течение нескольких недель река Танаро была почти не проходимой из-за дождей, поэтому 30 и 31 октября состоялись переговоры между провинциальными и региональными фашистскими властями и партизанами. Префект Кунео Антонио Галардо и Лоренцо Теальди, заместитель фашистского федерала Турина, отправились в Альбу для переговоров с майором Энрико Мартини, чтобы добиться бескровной сдачи города и затем добровольно выдать себя в качестве заложников, когда переговоры продолжились и Энрико отправился на встречу с верховным комиссаром Пьемонта Паоло Цербино.
В ночь на 2 ноября фашистские колонны переправились через реку Танаро, и уже утром фашистские колонны вошли в город, атакуя в основном с юга, а затем внезапной атакой пересекли Танаро на северо-западе и вошли в концентрическую зону. Партизаны, дезориентированные размерами атакующих сил и меньшей численностью, чем при захвате города, имея трудности со связью и материально-техническим обеспечением, постепенно отходили с атакованных позиций. Потери партизан составили около ста человек убитыми и столько же ранеными.

## Цитаты
Альба была завоевана двумя тысячами человек 10 октября
и двести потеряли ее 2 ноября 1944 года.Беппе Фенольо, Двадцать три дня города Альба